# Hōjō Nakatoki
Hōjō Nakatoki (北条仲時?   1306 - 21 de junio de 1333) fue un samurái que vivió a finales de la era Kamakura, perteneciente al clan Hōjō. Fue el último Rokuhara Tandai Kitakata dentro del shogunato Kamakura e hijo del decimotercer shikken Hōjō Mototoki. También fue conocido como Fuonji Nakatoki (普恩寺 仲時?), al pertenecer a la rama Fuonji dentro del clan.
En 1330 viajó hasta la capital feudal de Kamakura para ser nombrado Rokuhara Tandai Kitakata. Durante el inicio de la Guerra Genkō, participó en el sitio de Kasagi, en las afueras de Kioto, donde las fuerzas del shogunato rodearon y derrotaron al ejército del Emperador Go-Daigo, que buscaba la restauración imperial.
En 1333, cuando el Emperador Go-Daigo recibió el apoyo de Ashikaga Takauji y Akamatsu Norimura, antiguos aliados del shogunato, decidió atacar directamente Kioto, en especial a la guarnición Rokuhara. Tanto Nakatoki como el Minamikata Hōjō Tokimasu tuvieron que movilizarse a las provincias del este junto con los emperadores Kōgon, Go-Fushimi y Hanazono; pero mientras estaban en la provincia de Ōmi fueron emboscados por fuerzas imperiales, causando la muerte de Tokimasu. Nakatoki trató de seguir por el paso de Banba (hoy Maibara, prefectura de Saga) pero recibió más ataques de las tropas imperiales de Sasaki Takauji.

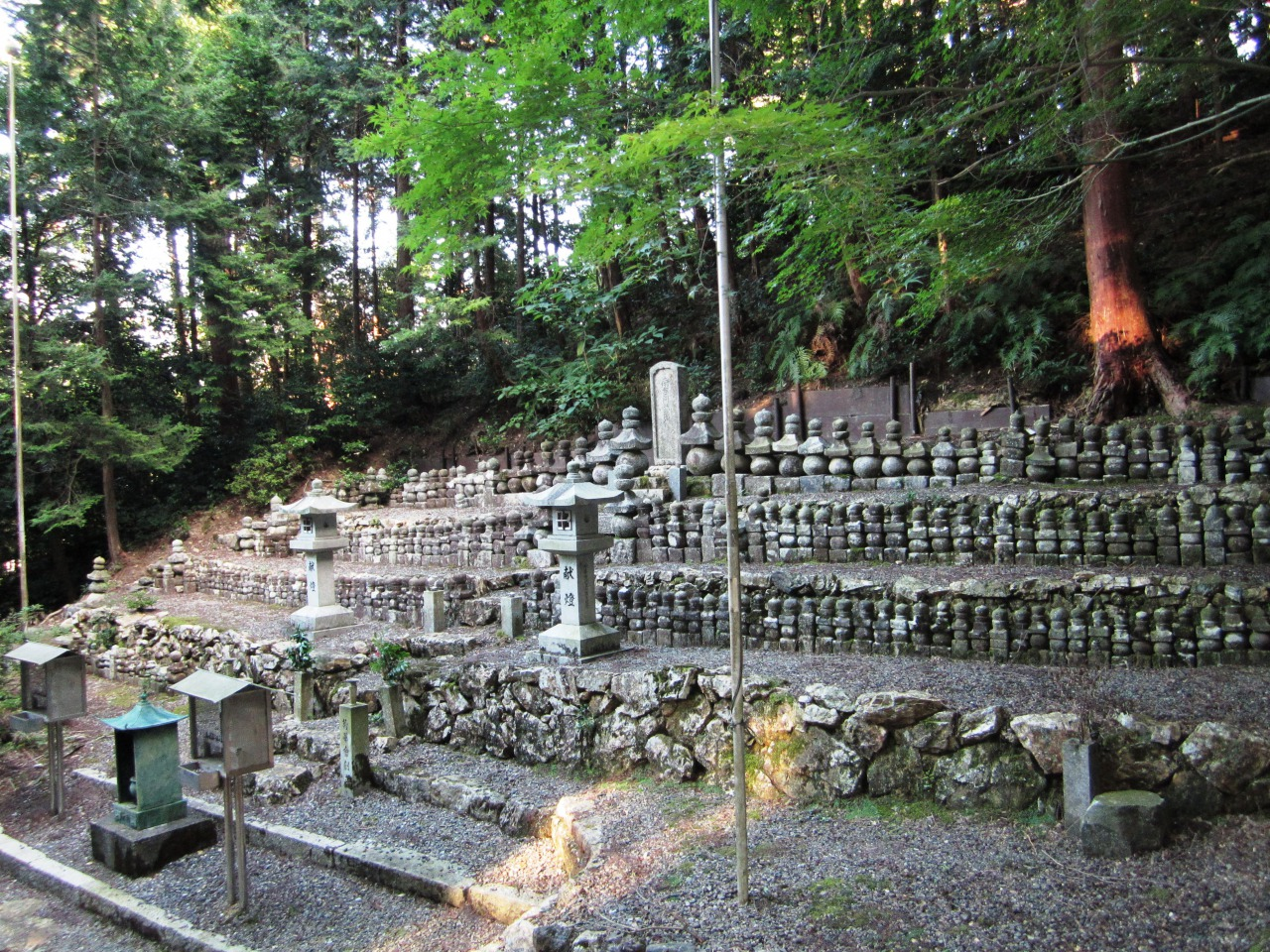
Tumbas de Hōjō Nakatoki y sus 432 hombres en Renge-ji.

A Nakatoki le quedó solamente replegarse hacia el templo de Renge-ji que se ubicaba en Banba, y luego de retirar a los emperadores del lugar (éstos regresaron seguros a Kioto), viendo la inevitable derrota del shogunato, decidió que tanto él como sus hombres debían realizar el seppuku. En el jardín del templo, Nakatoki realizó un discurso señalando el fin del clan Hōjō y su muerte «honorable» ante sus adversarios, procediendo luego con el suicidio de los 432 integrantes del grupo, abriéndose sus abdómenes con sus espadas.
Con el sitio de Kamakura, que sucedió poco después, fue el final para el shogunato Kamakura y el clan Hōjō. El suicidio colectivo en Renge-ji ha sido descrito en varias antologías históricas como el Masukagami, Baishōron y Taiheki. Los gorintō (pagodas memoriales) de los 432 fallecidos se encuentran actualmente en el Renge-ji.